# Fort Amherst (Terre-Neuve)
Pour les articles homonymes, voir Fort Amherst.
Fort Amherst est un petit port situé dans la banlieue de Saint-Jean, doté d'un phare maritime.
Il a été construit en 1770 pour contrôler l'entrée du port de St. John's.
Il fait partie des sites historiques du Canada depuis 1951.